# Trifolium alpinum
Trifolium alpinum es una especie  herbácea de la familia de las fabáceas.

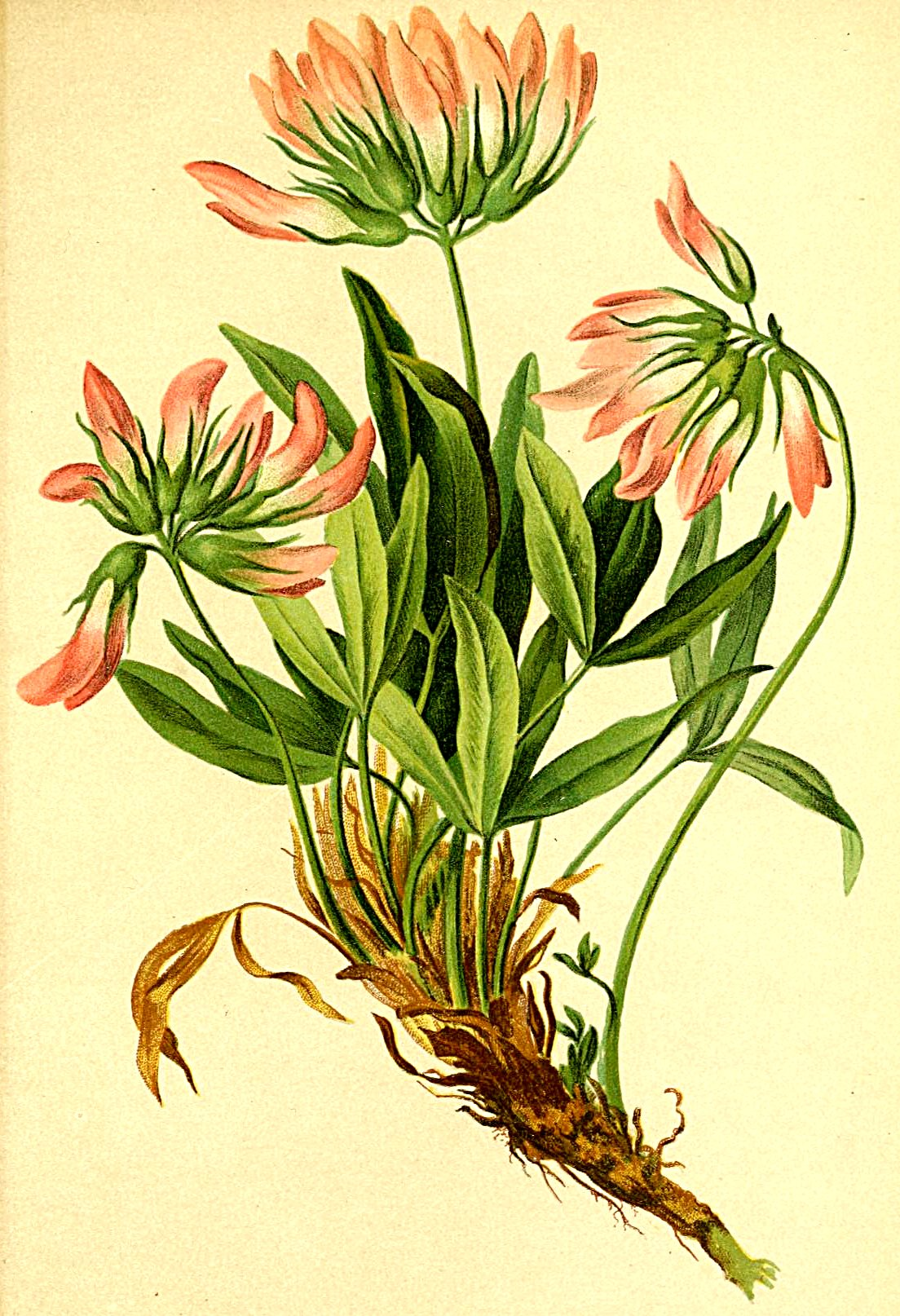
Ilustración

## Descripción
Planta perenne, cespitosa. Tallos afilos, lanosos, leñosos en la base. Hojas con 3 folíolos lanceolados, finamente dentados. Flores  de 20 mm, de color púrpura o rosa, agrupadas en cabezuelas de 3-12, con brácteas soldadas a modo de involucro en su base.

## Distribución y hábitat
Se distribuye en montañas de Europa como los Alpes y los Pirineos.
Su hábitat natural son pastos supraforestales con suelos ricos en materia orgánica, vegeta en cualquier sustrato.

## Taxonomía
Trifolium alpinum fue descrita por Carlos Linneo y publicado en Species Plantarum 2: 767. 1753.
Etimología
Trifolium: nombre genérico derivado del latín que significa "con tres hojas".
alpinum: epíteto geográfico que alude a su localización en lugares montañosos.
Sinonimia
- Lupinaster alpinus (L.) C.Presl	[5]

## Nombre común
- Castellano: cresta del Fénix, mandil, regalicia, regalisia, regaliz, regaliz de los Alpes, regaliz de los Pirineos, regaliz de montaña, regaliz de monte, regaliz de onte, regaliz de puerto, regaliza, regalizia, regalín, trébol, trébol alpino.[6]